# نشانه‌گذاری وایت

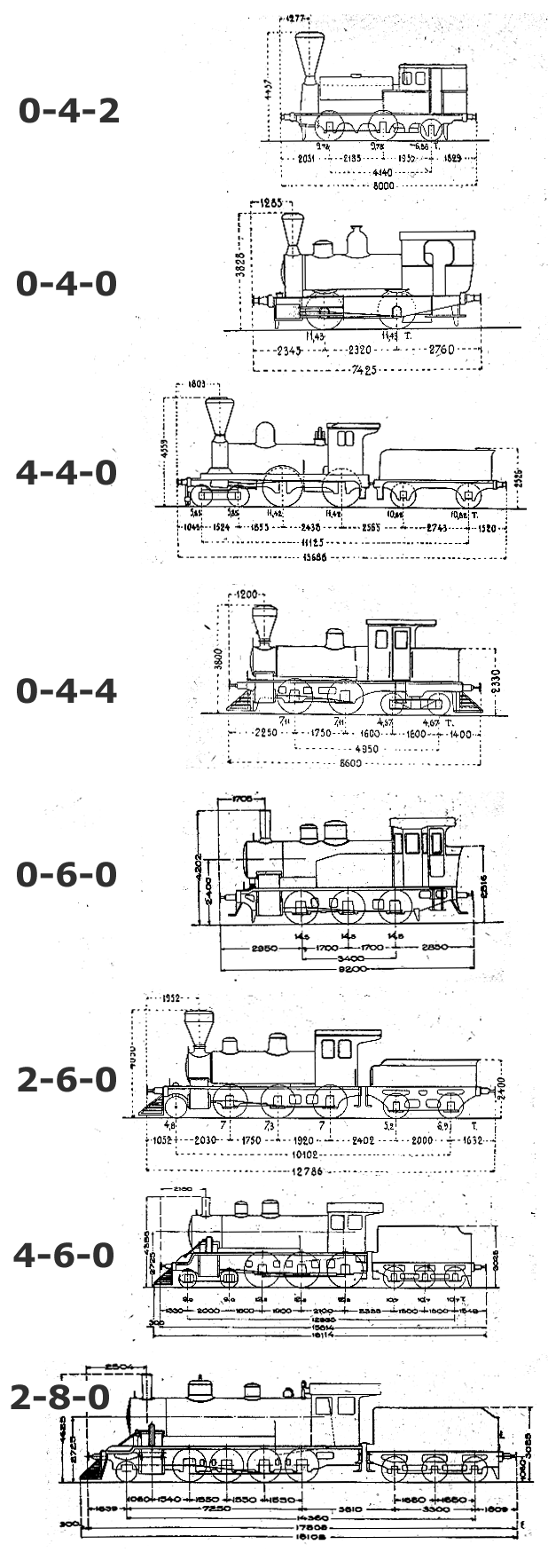
سیستم نشانه‌گذاری وایت

نشانه‌گذاری وایت (به انگلیسی: Whyte notation) برای طبقه‌بندی لوکوموتیو بخار بر پایه نظم چرخ استفاده می‌شود. این سیستم به وسیلهٔ فردریک متوان وایت در اوایل قرن بیستم ابداع شد. در این نشانه گذاری تعداد چرخ‌های لوکوموتیو به ترتیب چرخ‌های پیشرو، چرخ‌های پیشران، و چرخ‌های پیرو نشانه گذاری شده و این شماره‌ها به وسیله خط فاصله از هم جدا می‌شوند.
برای مثال، لوکوموتیوی بدون چرخ پیشرو، ۶ چرخ پیشران، و بدون چرخ پیرو به صورت ۰-۶-۰ نشانه گذاری می‌شود.